# (R,R)-丁二醇脱氢酶
(R,R)-丁二醇脱氢酶（英語：(R,R)-butanediol dehydrogenase，EC 1.1.1.4（页面存档备份，存于））是一种以NAD+或NADP+为受体、作用于供体CH-OH基团上的氧化还原酶。这种酶能催化以下酶促反应：
(2R,3R)-(–)-2,3-丁二醇 + NAD+ {\displaystyle \rightleftharpoons } (R)-乙偶姻 + NADH + H+
(R,R)-丁二醇脱氢酶主要参与丁酸的代谢过程。